# Uhřice (Hodoníni járás)
Uhřice település Csehországban, Hodoníni járásban. Uhřice Želetice, Násedlovice, Žarošice, Archlebov és Dambořice településekkel határos. Lakosainak száma 771 fő (2024. január 1.).

## Népesség
A település lakosságának változását az alábbi diagram mutatja:
| Lakosok száma | 746  | 831  | 1001 | 863  | 780  | 719  | 753  | 756  | 758  | 771  |
|               | 1869 | 1890 | 1921 | 1950 | 1980 | 2001 | 2017 | 2019 | 2022 | 2024 |